# TV 1890 Rüsselsheim-Haßloch
Der TV 1890 e.V. Rüsselsheim-Haßloch (kurz TVH oder TVH Rüsselsheim) wurde 1890 als Turnverein in Haßloch gegründet. Heute hat der Verein über 1800 Mitglieder und gehört zu den größten Sportanbietern in Rüsselsheim am Main.
Das Sportangebot umfasst neun Abteilungen, dazu gehören Aerobic, Golf, Fußball, Koronarsport, Leichtathletik, Tennis, Turnen, Segeln und Ski.
In höheren Sportligen ist der TVH vor allem durch seine Fußball- und Tennismannschaften bekannt.

## Geschichte
In einer ersten Aufbruchsstimmung gründeten am 20. Mai 1890 33 turnbegeisterte Personen unter dem Vorsitzenden Peter Schollmeyer eine aktive Turnerriege. Besonders festgehalten in den Annalen waren die Gründungsmitglieder: Ludwig Bomer, Karl Bredel, Anton Gundolf, Martin Hartmann, Johann Hartmann, Philipp Kneip, Anton Mathes, Johann Rendel, Johann Rötger, Fritz Roosen, Heinrich Roosen, Anton Schader, Georg Schader, Joseph Schader, Johann Schneider, Philipp Schneider, Peter Schollmeyer.
Von der Gemeinde bekam der neue Verein einen Turnplatz angewiesen, für den man noch 1898 eine Pacht von 8,80 Mark bezahlen musste.
Waren es anfangs nur sieben aktive Turner, so wurden es bis 1896 bereits 26 aktive Turner. Man unterschied zwischen aktiven, inaktiven Mitgliedern und Zöglingen, das waren die Jugendlichen; Kinder wurden noch nicht aufgenommen. Zur Aufnahme musste der Anwärter, auch der Zögling, ein „Eintrittsgeld von 50 Pfennig“ bezahlen.
Bis heute ist der Verein auf 1800 Aktive Mitglieder angewachsen.

## Abteilungen
Heute bietet der TVH Sport in 9 Abteilungen an, die jeweils ein noch weiter diversifiziertes Angebot bereithalten.

### Golf
Die noch junge Golfabteilung bietet golfinteressierten unabhängig von hohen Club-Mitgliedsgebühren als Teil der Vereinigung clubfreier Golfspieler die Möglichkeit Golf zu erlernen und Turniererfahrung zu sammeln.
Mehrmals im Jahr werden Anfängerangebote und Kurse gestartet und bieten jedem Golfinteressierten einmal die Möglichkeit den Sport für sich zu testen.

### Tennis
Die Tennisabteilung hat in den vergangenen Jahren die herausragendsten sportlichen Erfolge für den Gesamtverein erreicht.

#### Hessenliga
Mit Abschaffung der 2. Tennis-Bundesliga stellt die Tennis-Hessenliga de facto die zweithöchste Liga in Deutschland dar und die Erfolge der Mannschaft sind daher auf nationaler Ebene einzuordnen.
Die Spieler messen sich bei fast jedem Spiel mit Gegnern der Deutschen Rangliste (DTB) oder der ATP Tour, also der Tennis-Weltrangliste.

#### Tennis Jugendleistungskader
Zur speziellen Förderung von Jugendlichen wurde ein Jugendleistungskader installiert, Jugendliche haben hier die Gelegenheit unter idealen Bedingungen Training von ehemaligen Weltranglistenspielern zu erhalten.

### Turnen
Für die Turner des TVH gehört die jährliche Teilnahme am Deutschen Turnfest und den Welt-Gymnastraden zu den festen Programmbestandteilen.
Erst kürzlich wurde die langjährige Aktive Elfried Walther mit dem Sportbundpreis für ihr Engagement ausgezeichnet.